# ݥ
Mīm point suscrit ‹ ݥ › est une lettre additionnelle de l’alphabet arabe proposée durant des ateliers organisés par l’Isesco dans les années 1980. Elle est composée d’un mīm ‹ م › diacrité d’un point suscrit.

## Utilisation
Cette lettre a été proposée, durant des ateliers organisés par l’Isesco dans les années 1980, pour transcrire une consonne occlusive injective bilabiale voisée /ɓ/ dans l’écriture du peul, transcrite avec un b crocheté ‹ ɓ › dans l’alphabet latin.